# Musa velutina
Musa velutina, plátano peludo  o plátano rosa, es una especie de plátano silvestre. Sus frutos son de 8 cm (3 pulgadas) de largo, rosados y difusos. Los frutos surgen en la base de tallos erectos de flores, es decir, en una inflorescencia que es de color rosa.
La especie es originaria de la India, concretame de Arunachal Pradesh y de Assam y del norte de Birmania donde crece en bosques húmedos a bajas altitudes.
El nombre del género fue dedicado al botánico romano Antonio Musa, y el nombre de la especie es la palabra latina "velutina" = aterciopelado, derivado del latín medieval "velutum" = terciopelo, con referencia a la superficie de los frutos, que son aterciopelados de color rosa.
La musa velutina es una planta herbácea monocotiledónea, rizomatosa, cespitosa, con un tallo corto y subterráneo.
Las flores emergen a una edad temprana, haciéndolo dentro de un año. Los frutos se abren cuando están maduros. Se cultiva a menudo como una planta ornamental. Aunque sus frutos están llenos de semillas, tienen la pulpa suave y dulce, que se puede comer
. Estas semillas son muy duras y pueden dañar un diente al morder, por lo que no se deben tragar ni morder.
Para sembrar, empapar primero las semillas en agua caliente durante 24 horas. Deben plantarse en compost fino y mantenerse a una temperatura constante de 20 ° -24 °C con plena luz natural. Pueden tardar hasta 6 meses en germinar. Las plantas pueden ser colocadas fuera durante los meses más cálidos, pero deben ser llevadas a un invernadero y protegidas en invierno.[cita requerida]